# 용호풍운
《용호풍운》(광둥어: 龍虎風雲, 영어: City On Fire) 또는 《주윤발의 미스터 갱》은 1987년 홍콩의 범죄 액션 영화이다. 임영동 감독의 연출작으로, 주윤발, 리슈셴, 손월이 출연했다.

## 줄거리
보석 강도단을 수사하던 잠복 경찰이 세 명의 괴한에게 살해당한다. 이에 또 다른 잠복 경찰인 고초가 수사를 이어받게 되지만, 과거 잠복 임무 중 친구를 배신해야 했던 경험 때문에 망설인다. 강도단은 보석 공장을 털려다 경찰의 방해로 실패하고, 그 과정에서 경찰관 한 명이 목숨을 잃는다. 존 찬 반장이 이끄는 특별 수사팀이 꾸려지면서, 수사 방식에 있어 찬 반장과 라우 반장 간의 갈등이 생긴다. 고초는 중간책인 태송을 통해 강도단에 무기를 판매하려 하지만, 찬 반장 팀에게 미행당한다. 가까스로 녹음 장치를 설치한 고초는 다시 강도단을 만나기로 약속한다. 한편, 고초의 여자친구 홍은 다른 남자와 캐나다로 떠날 계획을 세우고, 고초는 그녀를 막으려 결혼을 제안하지만, 다음날 등기소에서 만나자는 그녀의 요구에 진정성을 증명해야 하는 상황에 놓인다. 하지만 고초는 무기 거래 혐의로 찬 반장 팀에 체포되어 고문을 당한다. 라우 반장의 개입으로 고초는 강도단의 다음 범행에 참여하여 현행범으로 체포하기로 한다. 경찰은 강도단이 어느 보석상을 노릴지 알지 못한 채, 여러 팀을 투입해 대기한다. 고초는 강도단과 시간을 보내며 조직원 중 한 명인 푸와 가까워진다. 강도단 두목은 태공 보석상을 목표로 정하고, 습격 과정에서 총격전이 벌어져 여러 강도단원이 죽는다. 고초는 푸가 보석 공장 습격 때 경찰을 죽인 범인임을 알게 된다. 고초와 푸는 항구의 은신처로 도망치지만, 그 과정에서 고초는 치명적인 부상을 입는다. 고초는 푸에게 자신이 잠복 경찰임을 고백하고 빨리 죽여달라고 부탁하지만, 푸는 차마 그러지 못한다. 경찰이 은신처를 포위하고, 결국 고초는 부상으로 죽는다. 푸는 체포되고, 라우 반장은 고초의 죽음에 큰 슬픔과 분노를 느끼며 찬 반장의 오만함과 행동을 비난한다.

## 출연
- 주윤발 - 고추
- 이수현 - 호
- 손월 - 유정광 경위
- 오가려 - 홍
- 장요양 - 진장신 / 존 찬
- 류장 - 주 서장
- 황백문 - 유 경감의 부하
- 황광량 - 존의 부하
- 양검문 - 존의 부하
- 방야 - 남
- 주계생 - 조
- 진지휘 - 대상
- 한곤 - 표
- 심서성 - 홀쭉이(排骨)
- 서금강 - 난명화
- 정맹하 - 추의 외할머니
- 주보산 - 로즈
- 진현달 - 조 공자

## 기타
- 미술: 육자봉
- 무술연출: 주계생